# Бутанкур (Оаза)
Бутанкур (фр. Boutencourt) насеље је и општина у североисточној Француској у региону Пикардија, у департману Оаза која припада префектури Бове.
По подацима из 2011. године у општини је живело 243 становника, а густина насељености је износила 32,36 становника/km². Општина се простире на површини од 7,51 km². Налази се на средњој надморској висини од 100 метара (максималној 163 m, а минималној 78 m).

## Демографија
| 1962. | 1968. | 1975. | 1982. | 1990. | 1999. | 2011. |
| ----- | ----- | ----- | ----- | ----- | ----- | ----- |
| 160   | 176   | 144   | 141   | 173   | 204   | 243   |

График промене броја становника у току последњих година